# Juncus emmanuelis
Juncus emmanuelis là một loài thực vật có hoa trong họ Juncaceae. Loài này được A.Fern. & J.G.García mô tả khoa học đầu tiên năm 1947.